# 明言
| ウィキペディアには「明言」という見出しの百科事典記事はありません（タイトルに「明言」を含むページの一覧/「明言」で始まるページの一覧）。 代わりにウィクショナリーのページ「明言」が役に立つかもしれません。 |